# Ziarnojadek rudobrody
Ziarnojadek rudobrody (Sporophila telasco) – gatunek małego ptaka z rodziny tanagrowatych (Thraupidae). Występuje w zachodniej części Ameryki Południowej. Nie jest zagrożony.

## Systematyka
Gatunek ten jako pierwszy opisał René Lesson w 1828 roku, nadając mu nazwę Pyrrhula telasco. Holotyp pochodził z okolic Limy w Peru. Obecnie takson ten umieszczany jest w rodzaju Sporophila. Nie wyróżnia się podgatunków. Do S. telasco wliczana jest populacja z wyspy Bocagrande w pobliżu Tumaco (południowo-zachodnia Kolumbia), opisana w 1921 roku jako odrębny gatunek Sporophila insulata, i której status przez wiele lat był niejasny; najprawdopodobniej jest to zmutowana odmiana barwna, mniej prawdopodobna jest opcja, że to hybryda S. telasco z S. minuta (ziarnojadkiem rudobrzuchym).

## Morfologia
Niewielki ptak o masywnym dziobie, z wyraźnie okrągłym wierzchołkiem. U samca dziób w kolorze szarym, u samicy brązowoszarym. Samce mają szarą głowę, grzbiet i ogon, czarne skrzydła z szarymi przebarwieniami końcówek lotek z widoczną białą plamą. Charakterystyczne dla tego gatunku jest brązowe gardło; pierś, kuper i brzuch białe. Samice mają brązowy grzbiet, skrzydła i ogon, brzuch jasny, białobrązowy. Młode osobniki mają upierzenie zmienne, pośrednie pomiędzy dorosłym samcem a dorosłą samicą. Podobny jest do ziarnojadka Taczanowskiego, od którego różni się ubarwieniem gardła. Długość ciała 10–10,5 cm; masa ciała 8,4–10,9 g.

## Zasięg występowania
Ziarnojadek rudobrody występuje w zachodniej części Ameryki Południowej od poziomu morza do wysokości 1200 m n.p.m. (część źródeł podaje 1000 m n.p.m., w Peru do 700 m n.p.m.). Zamieszkuje od wybrzeży Pacyfiku do zachodnich stoków Andów, od południowej Kolumbii (departament Cauca), poprzez Ekwador, Peru (także górne dorzecze Marañón) do północnego Chile (pustynne doliny regionu Arica y Parinacota). Jest ptakiem osiadłym. 

## Ekologia
Jego głównym habitatem są krzewiaste zarośla, żywopłoty na terenach rolniczych lub na obrzeżach wsi, pustynne doliny.
Ziarnojadek rudobrody poza okresem godowym spotykany jest w dużych stadach. Żywi się głównie ziarnami traw, zarówno na kłosach, jak i ziarnami, które spadły na ziemię. Dieta jest podobna do diety ziarnojadka papugodziobego zamieszkującego te same tereny.
W Ekwadorze i Peru sezon lęgowy ma miejsce w trakcie pory deszczowej od lutego do maja. W południowo-zachodnim Ekwadorze od 2 do 5 tygodni później niż ziarnojadek papugodzioby. Gniazda w kształcie filiżanki, usytuowane są blisko ziemi na niskich krzewach lub roślinach jednorocznych. Jego gniazda bywają wykorzystywane przez pasożyta lęgowego – starzyka granatowego.

## Status
W Czerwonej księdze gatunków zagrożonych IUCN ziarnojadek rudobrody od 2005 roku klasyfikowany jest jako gatunek najmniejszej troski (LC, Least Concern). Liczebność populacji nie została oszacowana, ale ptak ten opisywany jest jako dość pospolity. Zasięg jego występowania, według szacunków BirdLife International, obejmuje około 1,36 mln km². BirdLife International uznaje trend liczebności populacji za wzrostowy, gdyż degradacja środowiska powoduje tworzenie nowych, dogodnych siedlisk dla tego gatunku.